# Lumezzane
Lumezzane (en llengua llombarda Lœmezane, pronunciat localment [lømeˈðane] i en brescià [lømeˈzane] o [lemeˈzane]) és un municipi italià, situat a la regió de la Llombardia i a la província de Brescia. L'any 2015 tenia 22.644 habitants.